# Ла Провиденсија, Бреча 121 Сур 99 и Сур 100 (Ваље Ермосо)
Ла Провиденсија, Бреча 121 Сур 99 и Сур 100 (шп. La Providencia, Brecha 121 Sur 99 y Sur 100) насеље је у Мексику у савезној држави Тамаулипас у општини Ваље Ермосо. Насеље се налази на надморској висини од 7 м.

## Становништво
Према подацима из 2010. године у насељу је живело 6 становника.

### Хронологија
| Година       | 2010 |
| ------------ | ---- |
| Становништво | 6    |

### Попис
| # | Индикатор                     | Вредност |
| - | ----------------------------- | -------- |
| 1 | Укупно домаћинстава           | 2        |
| 2 | Укупно насељених домаћинстава | 1        |
| 3 | Величина локације             | 1        |